# Verudela
Verudela je gradski turistički predio u Puli. Administrativno pripada Mjesnom odboru Veruda. Zbog mirnoće i udaljenosti od gradske vreve smatra se jednim od najprestižnijih rezidencijalnih dijelova grada. Obuhvaća poluotok Punta Verudelu na kojoj se nalaze brojne plaže omiljene među gostima koji tijekom turističke sezone odsjedaju u obližnjim hotelima smještenima neposredno uz morsku obalu.
Na istočnom dijelu poluotoka nalazi se Sportsko-rekreacijski centar Bunarina sa sportskim terenima za tenis, nogomet, košarka, odbojka, minigolf... U sklopu turističkog naselja postoje 3 otvorena bazena i akvagan.
Na poluotoku se nalazi Fort Verudella, obalna utvrda i jedan od brojnih fortifikacijskih objekata koje su izgradili Austrijanci kad su Pulu 1859. godine učinili svojom glavnom ratnom morskom lukom.

## Vanjske poveznice
- Istrapedia